# Primula meiotera
Primula meiotera är en viveväxtart som först beskrevs av William Wright Smith och H.R. Fletcher, och fick sitt nu gällande namn av C.M. Hu. Primula meiotera ingår i släktet vivor, och familjen viveväxter. Inga underarter finns listade i Catalogue of Life.